# タナ・トゥハカライナ
タナ・トゥハカライナ（Tana Tuhakaraina、1997年7月8日 - ）は、ジャパンラグビーリーグワン浦安D-Rocksに所属しているニュージーランド出身のラグビーユニオン選手。

## プロフィール
- ニュージーランド出身[1]。
- ポジションはウィング(WTB)、センター(CTB)。
- 身長 184 cm、体重 96 kg
- マオリ・オールブラックスに選出された[2][3]。

## 略歴
ニュージーランドのワイカト郊外にあるマタマタ大学を卒業。
2022年から2023年まで、ニュージーランドNPC（州代表選手権）のワイカトに所属。
2024年、スーパーラグビーのギャラガー・チーフスに所属。同年1月から2月にかけて日本で開催された、ジャパンラグビーリーグワン（埼玉パナソニックワイルドナイツ、クボタスピアーズ船橋・東京ベイ）との対戦（THE CROSS-BORDER RUGBY）に、2試合とも出場した
2024年6月29日、マオリ・オールブラックスのリザーブで、JAPAN XVとの第1戦（秩父宮ラグビー場）に出場した。
2024年8月、浦安D-Rocksへの入団を発表。同年12月28日に行われたJAPAN RUGBY LEAGUE ONE第2節カンファレンスA静岡ブルーレヴズ戦にて途中出場でリーグワン公式戦に初出場。